# Gentle Words
Singles de Kumi Kōda
COME WITH ME
(2003) Crazy 4 U
(2004)
Gentle Words est le 9e single de Kumi Kōda sorti sous le label Rhythm Zone le 10 décembre 2003 au Japon. Il atteint la 15e place du classement de l'Oricon. Il se vend à 9 531 exemplaires la première semaine, et reste classé pendant 10 semaines, pour un total de 27 164 exemplaires vendus.
Gentle Words a été utilisé pour une campagne publicitaire pour le produit Stona de Sato Healthcare. Gentle Words et Without Your Love se trouvent sur l'album Feel My Mind; Gentle Words se trouve également sur la compilation Best: First Things. La 3e chanson, Saigo no ame, se trouve sur la compilation Best: Bounce and Lovers.

## Liste des titres
| 1. | Gentle Words                           | Kumi Kōda               | D.A.I            | 3:40 |
| 2. | Without Your Love                      | Kumi Kōda, Daisuke Imai | Daisuke Imai     | 4:47 |
| 3. | Saigo no ame (最後の雨)                | Jun Natsume             | Takashi Tsushimi | 4:37 |
| 4. | Gentle Words (instrumental)            |                         | D.A.I            | 3:46 |
| 5. | Without Your Love (instrumental)       |                         | Daisuke Imai     | 4:47 |
| 6. | Saigo no ame (instrumental) (最後の雨) |                         | Takashi Tsushimi | 4:31 |